# جيهات سيليك
جيهات سيليك (بالتركية: Cihat Çelik)‏ هو لاعب كرة قدم تركي في مركز نصف الجناح، ولد في 2 يناير 1996 في Oss town ‏ في هولندا. شارك مع منتخب هولندا تحت 19 سنة لكرة القدم. أما مع النوادي، فقد لعب مع إن إي سي نيميخن.

## وصلات خارجية
- جيهات سيليك على موقع اتحاد تركيا (لاعب) (الإنجليزية)
- جيهات سيليك على موقع قاعدة بيانات كرة القدم.إي يو (الإنجليزية)
- جيهات سيليك على موقع Soccerway.com (الإنجليزية)